# Anambé-dos-tepuis
Anambé-dos-tepuis (nome científico: Pipreola whitelyi) é uma espécie de ave pertencente à família Cotingidae, endêmica da região do Monte Roraima.

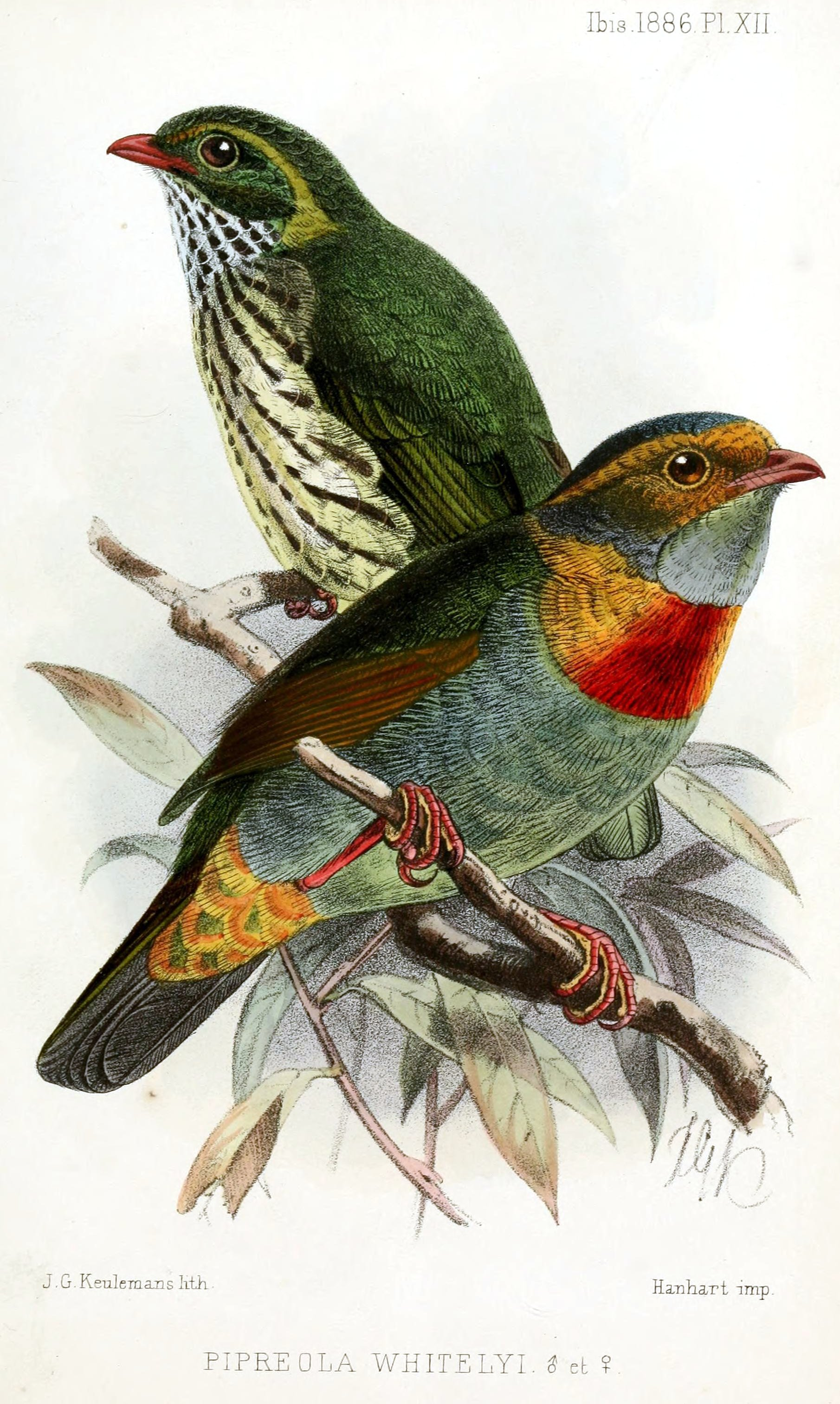